# Aleenoe
Het Aleenoe (Hebreeuws: עלינו) is een afsluitend gebed dat in de synagoge of anders met een minjan gezongen of uitgesproken wordt. Aleenoe betekent letterlijk vertaald: 'Het is onze plicht.' Het gebed is in de siddoer (Joods gebedenboek) terug te vinden.
Dit gebed kenmerkt de Joden in de diaspora en hun vurige liefde voor God (Elo-heenoe) en voor hun verlangen naar het welzijn van geheel de staat Israël (We'al kol Jisrael). Dit is samen met het Sjema en het kaddiesj een van de belangrijkste gebeden in de Joodse samenleving.
Dit gebed is ook een bevestiging, net als in het Sjema-gebed, dat God de enige God is, er is geen andere God.
Dit is in het gebed toegevoegd om niet te vergeten de enige echte God te aanbidden en om zich ver weg te houden van afgoderij.

## Tekst
Het gebed in het Hebreeuws:
עלינו לשבח לאדון הכל
לתת גדלה ליוצר בראשית
שלא עשאנו כגויי הארצות
ולא שמנו כמשפחות האדמה
שלא שם חלקנו כהם
וגורלנו ככל המונם
ואנחנו כרעים ומשתחוים ומודים
לפני מלך מלכי המלכים
הקדש ברוך הוא
שהוא נוטה שמים ויוסד ארץ
ומושב יקרו בשמים ממעל
ושכינת עזו בגבהי מרומים
הוא אלהינו אין עוד אמת מלכנו אפס זולתו
ככתוב בתורתו וידעת היום והשבת אל לבבך
כי יי הוא האלהים בשמים ממעל
ועל הארץ מתחת אין עוד
De vertaling fonetisch:
`Aleenoe leshabea la'Adon hakol,
latet gedulah leyotzer bereshit,
shelo `asanu kegoyei ha'aratzot,
velo samanu kemishpaot ha'adamah,
shelo sam elqenu kahem,
vegoralenu kekhol hamonam.
Va'ananu qor`im, umishta'avim umodim,
lifnei Melekh, Malkhei haMlakhim,
haQadosh barukh Hu.
Shehu noteh shamayim, veyosed aretz,
umoshav yiqaro bashamayim mima`al,
ushkhinat uzo begavhei meromim,
hu Elo-heinu, ein `od, emet malkenu, efes zulato,
kakatuv beTorato:
veyada`ta hayom,
vehashevota el levavekha.
Ki Adonai,
hu haElo-him,
bashamayim mi ma`al,
ve`al ha'aretz mita'at ein `od.
De vertaling in het Nederlands:
Het is onze plicht om God te prijzen, de Heer van het heelal,
om de grootheid te verkondigen van de Enige die het universum creëerde.
Want God maakte ons niet als de volkeren,
en Hij maakte ons niet zoals de families van de aarde.
God heeft ons niet in dezelfde situaties gebracht als anderen,
en ons lot is niet die als van de anderen.
Wij buigen de knie, en buigen ons diep neer, en geven bewijs van onze dank, aan de Koning, Koning der Koningen, de Heilige, geprezen zij Hij.
De Eeuwige, die de hemelen uitspreidde, en die de fundering van de aarde heeft gelegd,
en wiens geliefde dwalen in de hemelen is, en wiens machtige 'Schechina'
in den hoge is.
De Eeuwige is onze God, er is geen ander.
Onze God is de Waarheid, en niets is als de Eeuwige, onze Koning.
Zoals het beschreven is in Uw Tora:
"En vanaf vandaag zult U weten, en in Uw hart leggen,
dat de Heer onze enige God is,
in de hemelen boven ons,
en op aarde onder ons.
Er is geen ander."

een digitale opname van het Aleenoe.
Zie ook Joods gebed.